# Philaenus arisanus
Philaenus arisanus är en insektsart som beskrevs av Matsumura 1940. Philaenus arisanus ingår i släktet Philaenus och familjen spottstritar. Inga underarter finns listade i Catalogue of Life.